# 6545 Leitus
A 6545 Leitus (ideiglenes jelöléssel (6545) 1986 TR6) egy kisbolygó a Naprendszerben. Milan Antal fedezte fel 1986. október 5-én.